# Tegmina

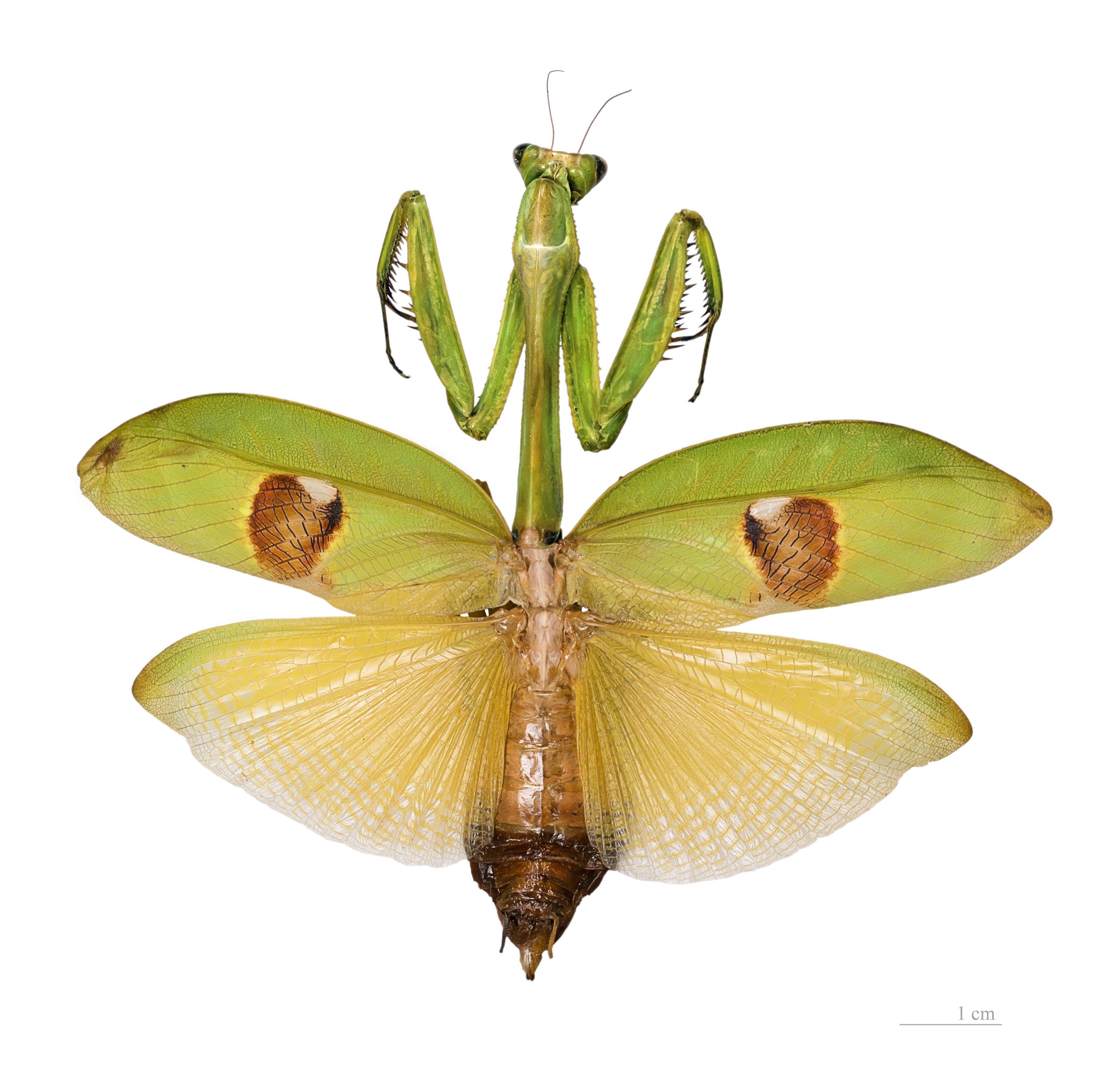
Especie hembra de Stagmatoptera supplicaria con sus tegminas extendidas.

Se conocen como tegminas al primer par de alas presentes en algunos insectos como Periplaneta americana (cucaracha americana).
Están presentes en los órdenes Dermaptera, Orthoptera, Mantodea, Phasmatodea y Blattodea.
Las tegminas son coriáceas, más fuertes y resistentes que las alas posteriores, que son membranosas. Así el primer par protege al segundo cuya función es volar. También, este heteromorfismo es útil en cierta especies de insectos como las cigarras (Cicadidae) que son capaces, gracias a una serie de modificaciones específicas de las tegminas (órgano estridulador), de producir el sonido característico que utilizan para llamar la atención de sus iguales, atraer a la hembra, o marcar su territorio.